# Блажо Попивода
Блажо Попивода (Љешев Стуб, код Цетиња, 1911 — Београд, 14. октобар 1944) био је учесник Народноослободилачке борбе, капетан НОВЈ и народни херој Југославије.

## Биографија
Рођен је 1911. године у селу Љешев Стуб, код Цетиња. Његов отац Марко, тешко је рањен у јуришу на Тарабош, код Скадра у Првом балканском рату 1912, од чега је преминуо у цетињској болници. Тако је Блажо веома рано остао без оца, којег није ни запамтио. Основну школу завршио је у селу Бјелице, а после је остао на селу, јер није имао пара за даље школовање.
Дружећи се са Крстом Попиводом и осталим комунистима тог краја, врло млад је приступио радничком покрету. Учествовао је у многим демонстрацијама и другим акцијама које је организовала Комунистичка партија Југославије (КПЈ), чији је члан постао 1935. године. Био је вођа групе Катуњана који су учествовали великим демонстрацијама на Белведеру, код Цетиња, 1936. године.
После Априлског рата и окупације Југославије, активно је радио на организовању устанка на подручју Катунске нахије. Учествовао је у нападу на Чево, 13. јула 1941, чиме је отпочео Тринаестојулски устанак. Заједно са Ловћенским батаљоном учествовао је у Пљеваљској бици, 1. децембра 1941, а двадесет дана касније ушао је у састав новоосноване Прве пролетерске ударне бригаде.
Априла 1942. Блажо је у ослобођеној Фочи од Врховног команданта НОП и ДВЈ Јосипа Броза Тита први примио заставу Првог ловћенског батаљона Прве пролетерске ударне бригаде. Учествовао је у свим борбама бригаде, а посебно се истакао на Крчином брду, када је јурнуо на гомилу Италијана и четника и омогућио продор својој јединици.
Јединицу је напустио, на одређено време, да би завршио Партијско-политичку школу у Јајцу. Након школе, одређен је за политичког комесара једне новоосноване бригаде, али је на лично инсистирање враћен у Прву пролетерску бригаду, у којој је постављен за политичког комесара Првог батаљона. Имао је чин капетана Народноослободилачке војске Југославије.
Погинуо је 14. октобра 1944. на Бањици, током борби за ослобођење Београда. Након ослобођења Београда, сахрањен је на Славији, заједно са Душаном Милутиновићем и Драгишом Радовићем, а 1954. њихови посмртни остаци су пренети на Гробље ослободилаца Београда 1944.
Указом председника ФНР Југославије Јосипа Броза Тита 10. јула 1953. проглашен је за народног хероја Југославије.